# Lloyd Dynamowerke

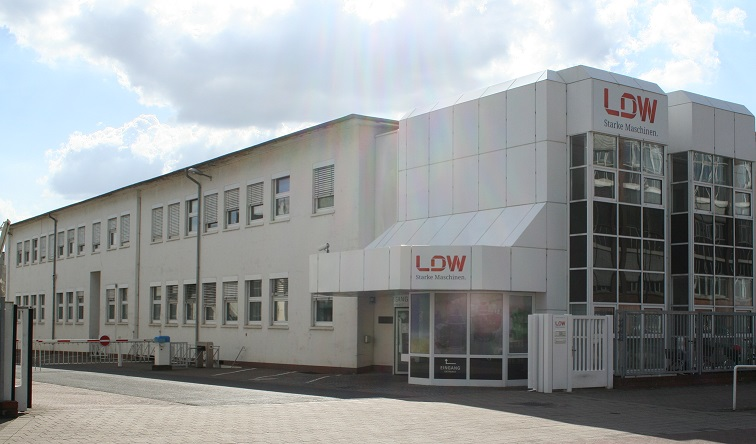
LDW am Hastedter Osterdeich

Die Lloyd Dynamowerke GmbH (LDW) sind ein deutsches Unternehmen mit Sitz im Bremer Stadtteil Hemelingen, Ortsteil Hastedt.

## Geschäftsfeld
Der Produktionsschwerpunkt liegt bei großen elektrischen Maschinen (Motoren/Generatoren) für Schiffsantriebe, industrielle Antriebstechnik und Energieerzeugung (z. B. Wasserkraftanlagen). Hierbei erfolgt in der Regel keine Serienproduktion, sondern eine individuelle Anfertigung.
Die LDW betreiben eigene Forschung und Entwicklung und kooperieren mit Universitäten und Hochschulen.
Darüber hinaus stellen die LDW den Service für elektrische Großmaschinen der 1996 aufgelösten AEG sicher – sämtliche Unterlagen der ehemaligen AEG-Erzeugnisse befinden sich im Besitz der LDW. Auch für sehr alte Maschinen können daher Ersatzteile oder vollständige Ersatzmaschinen mit gleichen Eigenschaften nachgebaut werden.
Die Maschinen werden über ein dichtes Vertriebs- und Servicenetz weltweit geliefert und betreut.

## Geschichte

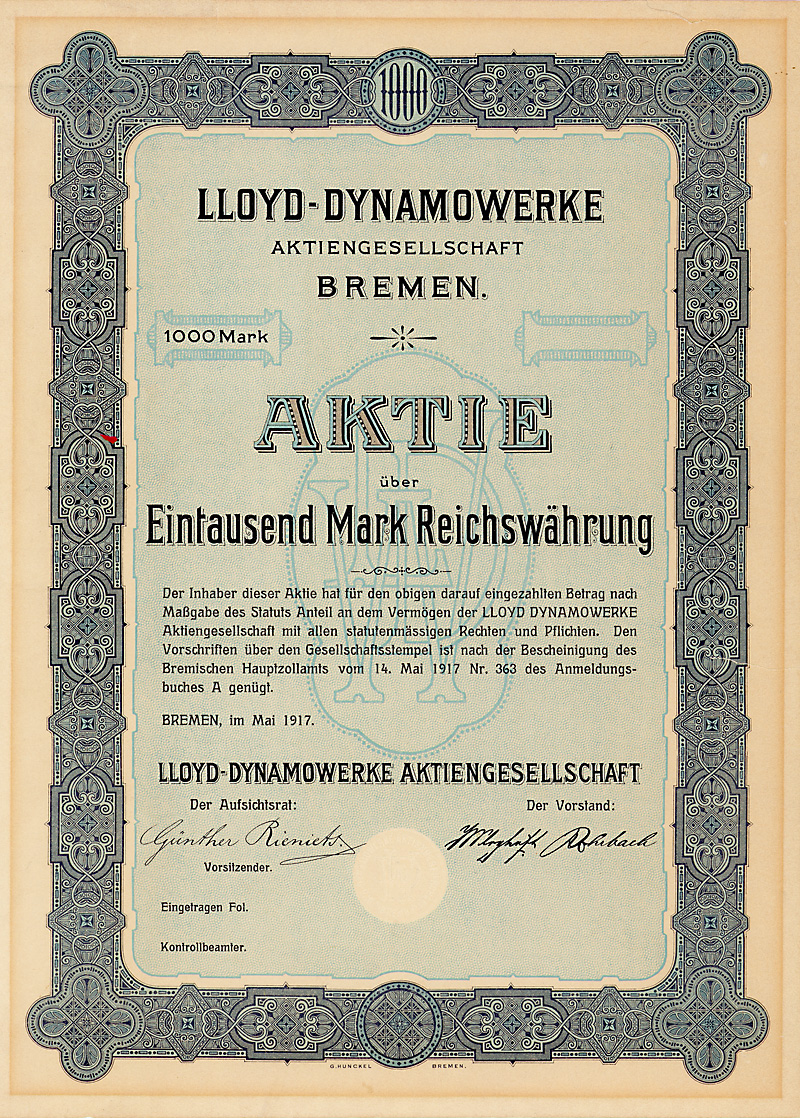
Aktien-Blankette der Lloyd-Dynamowerke AG vom Mai 1917

Zu Beginn des 20. Jahrhunderts waren die LDW ein wichtiger Baustein der Industrieansiedlung in Bremen: Die Großreederei Norddeutscher Lloyd gründete am 15. Mai 1906 die Norddeutsche Automobil- und Motorenwerke Aktiengesellschaft (NAMAG). Im Zuge der 1914 durchgeführten Fusion von NAMAG und der Hansa Automobil Gesellschaft in Varel zur Hansa-Lloyd Werke A.G. wurde 1915 die Abteilung für Dynamo- und Elektromotorenbau als Lloyd Dynamowerke Aktiengesellschaft ausgegliedert. Treibende Kraft dabei war Elektroautomobil-Pionier Sigmund Meyer. Es wurden Gleich- und Wechselstrommotoren sowie komplette Schiffsinstallationen gefertigt.
Die AEG übernahm 1934 die Aktienmehrheit der LDW. Es werden Gleichstrommotoren und -generatoren bis zu einer Leistung von mehreren MW und dreiphasige Synchrongeneratoren gefertigt. 1960 ging das Unternehmen vollständig in den AEG-Besitz über.
1983 wurde die Produktpalette erweitert durch Gleichstrommotoren bis 8.000 kW, Synchronmaschinen bis 55.000 kW und Asynchronmaschinen bis 35.000 kW. 1986 entstanden eine neue Montagehalle und ein Prüffeld für Maschinen bis 200 Tonnen. 1994 wurde LDW mit Fokus auf die Kerngeschäfte (Verkauf und Entwicklung, Wickeln, Zusammenbau, Prüfung und Service) restrukturiert. Die elexis Elektroholding GmbH (1998 umfirmiert in Elexis AG) übernahm 1996 die LDW – wie auch andere AEG-Gesellschaften aus dem Daimler-Benz-Konzern. Die LDW wurden 1999 wieder zu einem unabhängigen Unternehmen.
2006 wurde das Unternehmen vom Berliner Finanzinvestor CMP Capital Management-Partners GmbH übernommen. Im August 2008 erwarb Kirloskar Electric Company Limited, einer der führenden indischen Anbieter von elektrischen Maschinen, die Mehrheitsanteile an den LDW.
Im September 2014 meldete das Unternehmen trotz guter Auftragslage erneut Insolvenz an, nachdem es schon 1999 und 2006 in finanzielle Schwierigkeiten geraten war. In der Folge wurde das Unternehmen im Januar 2015 vom südkoreanischen Industriekonzern Hyosung Corporation übernommen. Im Januar 2017 meldete das Unternehmen nach dem Rückzug der südkoreanischen Hyosung-Gruppe wegen Überschuldung Insolvenz an. Das Unternehmen wurde in der Folge durch das in Luxemburg ansässige Unternehmen Powertrans übernommen.